# Buddhista atomizmus
A buddhista atomizmus az atomisztikus buddhista filozófia, amely az indiai szubkontinensen virágzott két fő időszakban. Ezek közül az első az i. e. 4. évszázadban indult fejlődésnek, amelynek minőségi, arisztotelészi stílusú atomelmélete volt. Ez a fajta atomizmus négyféle atomot különböztet meg a szabványelemeknek megfelelően. Mindegyik elemnek saját jellemző tulajdonságai vannak, mint például a szilárdság vagy a mozgás és speciális szerepük van az keverékekben, mint például összetartás vagy növekedés okozása. A hinduizmushoz és a dzsainizmushoz hasonlóan a buddhizmusban is be tudták építeni a gondolatrendszerükbe – logikai előfeltételezésekkel – az atomizmust.
A buddhista atomizmus második szakasza, amely a 7. században virágzott, jelentősen különbözött az elsőtől. Az indiai buddhista filozófusok, köztük Dharmakírti és Dignága, úgy vélték, hogy az atomok pontméretűek, tartás nélküliek és energiából vannak. Stcherbatsky, orosz indológus a következőket írta a buddhista atomizmussal kapcsolatban:
„…A buddhisták összességében tagadták a valódi anyag létezését. Számukra a mozgás pillanatokból tevődik össze, egy kipontozott mozgás, egy energia folyam pillanatnyi villanásai… »Minden tünékeny«" […] mondja a buddhista, mert nincs anyag… Mindkét rendszer (Szamkhja és később az indiai buddhizmus) hajlamos a létezés elemzését a legapróbb részletig, a legutolsó elemig elvinni, amelyeket abszolút minőségeknek vagy dolgoknak tekintenek, egyetlen jellemző valóssággal. Mindkét rendszerben »minőségnek« (guna-dharma) nevezik ezeket abszolút minőség értelemben, amelynek egy fajta atomikus vagy intra-atomikus energiái építik fel az empirikus dolgokat. Emiatt mindkét rendszer egyetért abban, hogy tagadja a szubsztancia és a minőség objektív valóságát […] valamint hasonlatosak a következtetéseik is.”